# Рой и Сайлоу
Рой и Сайлоу (Roy, Silo) — пара антарктических пингвинов из Зоопарка Центрального парка Нью-Йорка, ставшая одним из наиболее известных примеров так называемого гомосексуального поведения животных. История Роя и Сайлоу широко освещалась в прессе и даже легла в основу книги для детей.
Пингвины, которые в природе насиживают яйца по очереди, чтобы те не остыли, пытались насиживать камни, похожие на яйца, и когда служители зоопарка обнаружили, что оба пингвина в паре — самцы, то решили подложить им чужое яйцо. Пингвины высидели яйцо и вырастили пингвинёнка-самку по имени Танго, которая, достигнув зрелости, тоже оказалась гомосексуальной и образовывала пару с самкой Тацуки в течение двух сезонов спаривания.
О жизни «голубой пары» была написана книга «С Танго их трое» (en:And Tango Makes Three), предназначенная для детей и снабжённая цветными иллюстрациями. Вокруг книги, которая вышла в Америке, тут же разразились скандалы: родители требовали убрать книгу из школьной библиотеки, мотивируя это тем, что такие знания не подходят для детей. Но в этих требованиях им отказали.
В 2005 году пара распалась, прожив вместе около шести лет. Сайлоу ушёл к самке по имени Скрэппи, привезённой из Калифорнии, и они тут же занялись постройкой гнезда. Рой же присоединился к группе одиноких самцов.
В 2012 году Рой и Сайлоу были живы и достигли 25-летнего возраста. В зоопарках антарктические пингвины живут до 30 лет.
К сентябрю 2018 года Рой умер, в то время как Сайлоу был жив. 